# سرای کبیر
سرای کبیر یا سرای بزرگ (به عربی: السراي الكبير) مقر نخست‌وزیر لبنان است. این بنا بالای یک تپه واقع شده در مرکز بیروت چند خیابان دور از ساختمان مجلس لبنان است. سرای کبیر یک اثر تاریخی است که بخش‌های تاریخی مهم آن بناهای ساخته شده در دروان عثمانی است.